# Суини, Энн
Энн Суини (англ. Ann Sweeney; род. 4 ноября 1958, Кингстон, штат Нью-Йорк) — президент Disney-ABC Television Group. Окончила Гарвард в степени Магистра образования.
Энн Суини является сопредседателем Disney Media Networks и президентом Disney-ABC Television Group. Она была названа «Самой могущественной женщиной в индустрии развлечений» и одной из «Самых могущественных женщин в бизнесе».

## Детство
Энн родилась в 1958 в маленьком городке Кингстон в 120 км севернее Нью-Йорка в семье учителей. Там она окончила школу Coleman. Позже она окончила колледж Нью Рошель в степени бакалавра Английского языка. После колледжа она вступила в движение Children's Television (Телевидение для детей).

## Карьера
В начале 80-х она начала работать на канале Nickelodeon в должности ассистента. Также участвовала в международном продвижении этого канала, в том числе и запуск его вещания в Великобритании.
В 1993 она была приглашена Рупертом Мердоком в компанию FX Networks Inc., подконтрольную медиа-гиганта News corporation, в должности генерального директора. В течение её председательства были запущены основные кабельные сети компании - FX Entertainment и FXM, транслирующая фильмы компании FOX. Запуск кабельной сети FX Entertainment до сих пор считается самым успешным в истории.
К Walt Disney Company она присоединилась в феврале 1996 года сразу на должности президента Disney Channel. В апреле 1998 при её участии стартовал новый 24-часовой детский канал Toon Disney, а двумя годами позже круглосуточный канал телесериалов SOAPnet. С 2000 по 2004 годы Энн была президентом ABC Cable Networks Group. Она продолжила стратегию своего предшественника Джона Ф. Кука, и число подписчиков на Disney Channel возросло в пять раз, до 90 млн. семей только в США.
Сейчас под её контролем находится вся сеть ABC Television Network и ABC Studios, каналы Toon Disney и Jetix, студии Walt Disney Television Animation и Buena Vista Worldwide International. Она является создателем всемирно известных сериалов Клиника и Остаться в живых.